# Шатро (архітектура)

Основна форма шатрового даху.

Шатро́ (синонім — намет) в архітектурі — перекриття у вигляді високої багатогранної піраміди (схожої на намет-шатро) над центричною у плані спорудою або її частиною. Визначальним елементом такого даху є симетричність.
Муровані шатра виконували нахиленими рядами каменя або напуском горизонтальних рядів цегли, дерев'яні — напуском вінців, які зменшувались у розмірах, або із застосуванням каркаса.
Над культовими будівлями шатра увінчували банями, маківками, над цивільними й військовими — вишками, флюгерами.
У 1648 році патріарх Никон заборонив будівництво шатрових храмів, повелівши повернутися до завершення храмів куполами. Шатрами перестали перекривати будівлю самого храму, але продовжили використовувати для завершення дзвіниць. Шатрова дзвіниця була найбільш поширена в російській храмовій архітектурі XVII століття і в період історизму в другій половині XIX століття, коли почали будувати храми в «псевдоросійському стилі».
Крім дзвіниць, шатрами могли перекривати ґанки храмів і палат. Дуже широко шатра використовувалися для перекриття веж. Після Смутного часу шатрами були прикрашені всі вежі Московського Кремля. Багато фортець (Троїце-Сергієва лавра, Симонів монастир в Москві, Йосифо-Волоцький монастир під Волоколамськом та інші) мають вежі, завершені величезними цегляними шатрами.
Якщо шатра в храмах мали мало вікон або не мали їх взагалі, то шатра дзвіниць прорізані, як правило, численними віконцями. Мають вікна й великі в діаметрі шатра фортечних веж.

## Світлини

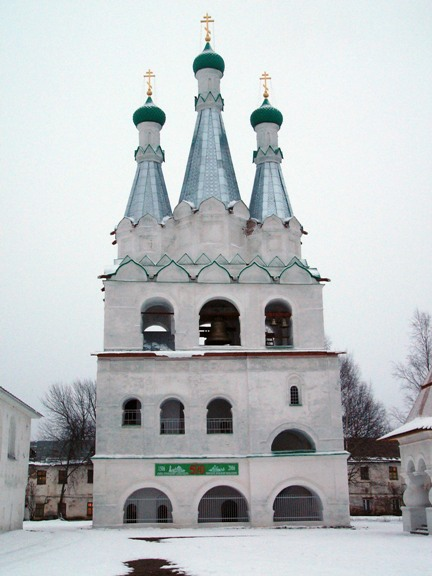
Дзвіниця в Олександро-Свірському монастирі. XVII століття
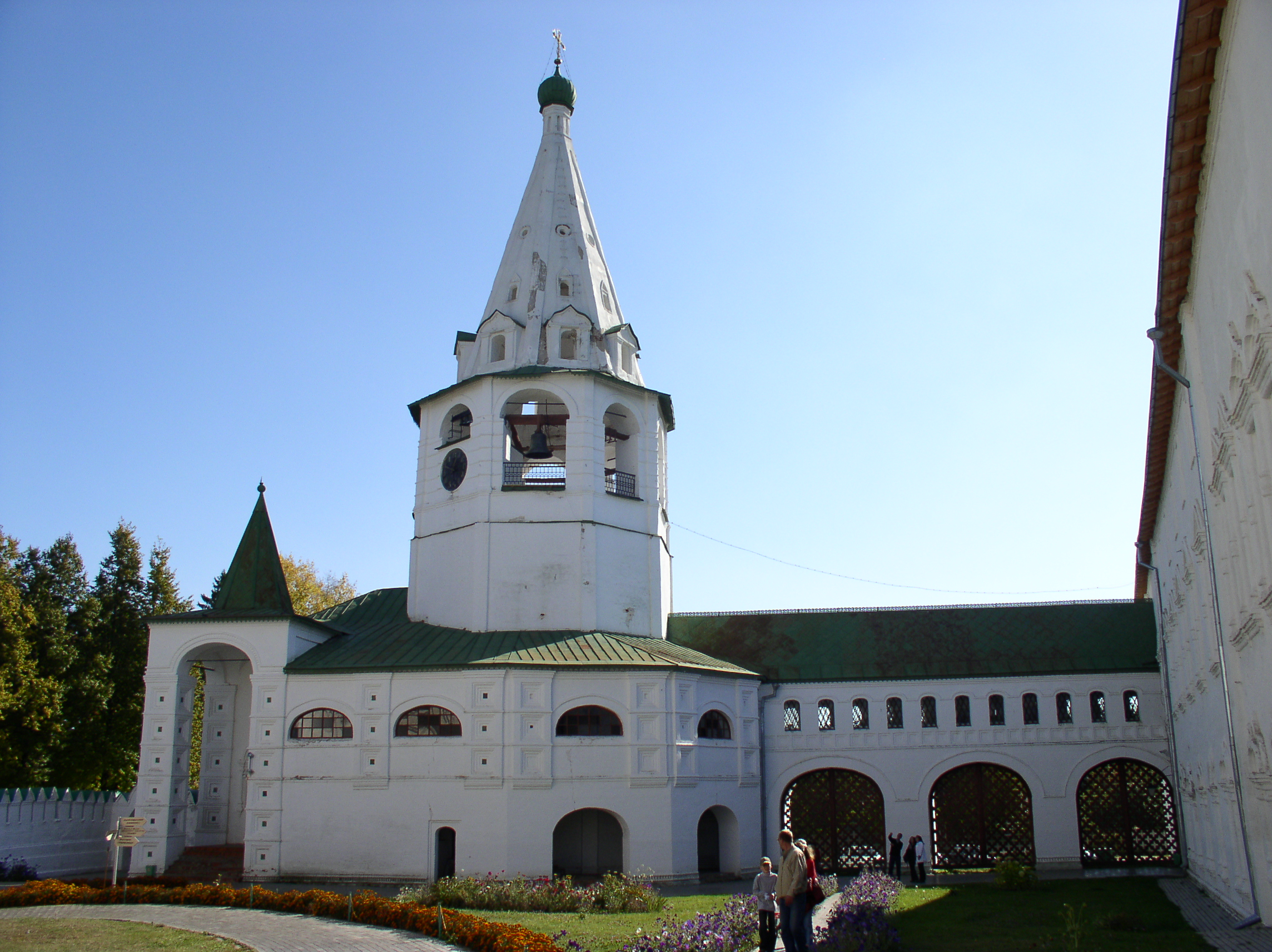
Дзвіниця собору в Суздалі. XVII століття
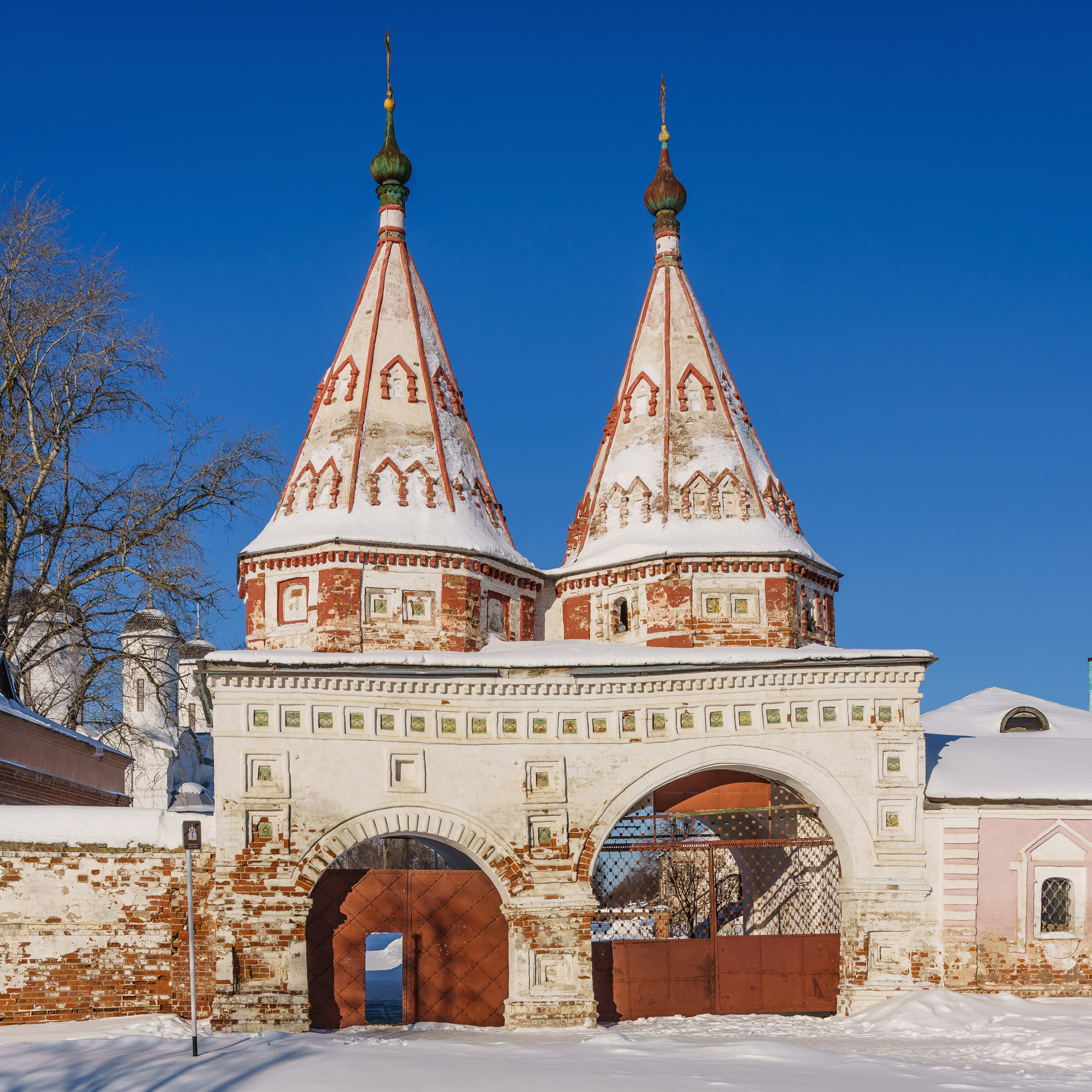
Ворота Ризоположенського монастиря в Суздалі. 1688 рік
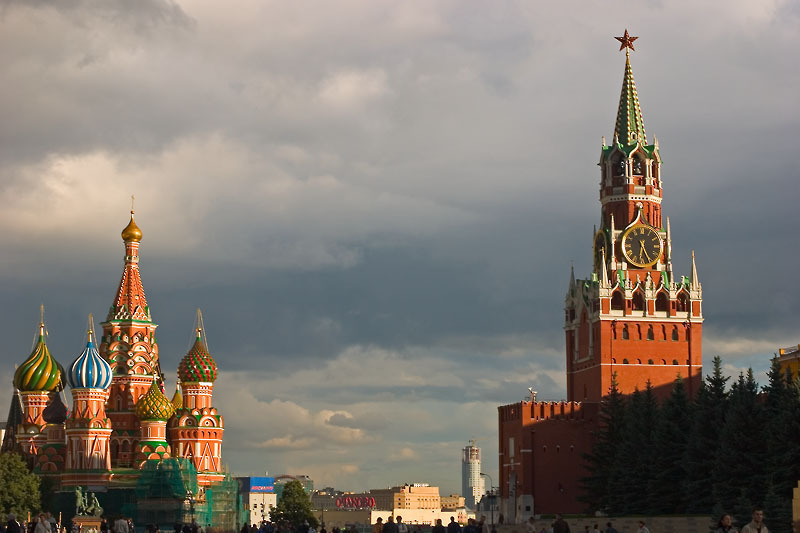
Собор Василя Блаженного і Спаська вежа Московського Кремля
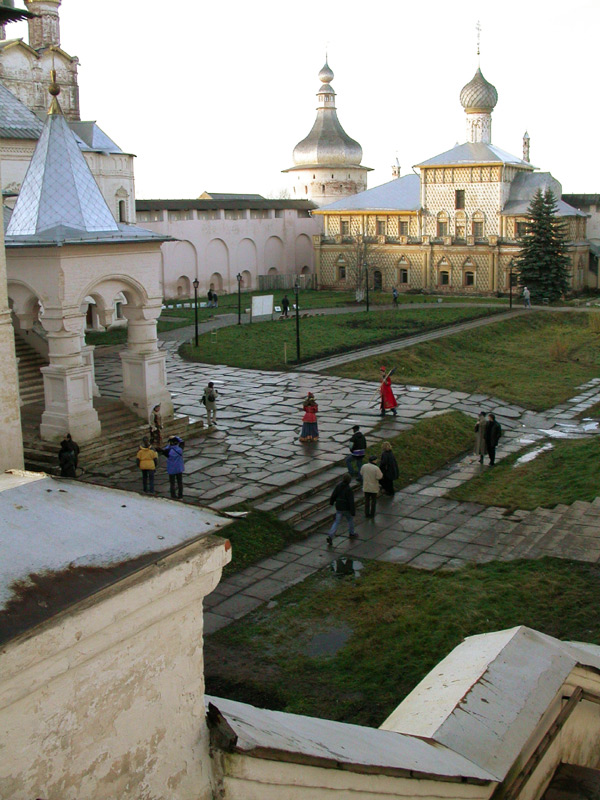
Ґанок палат у Ростові Великому
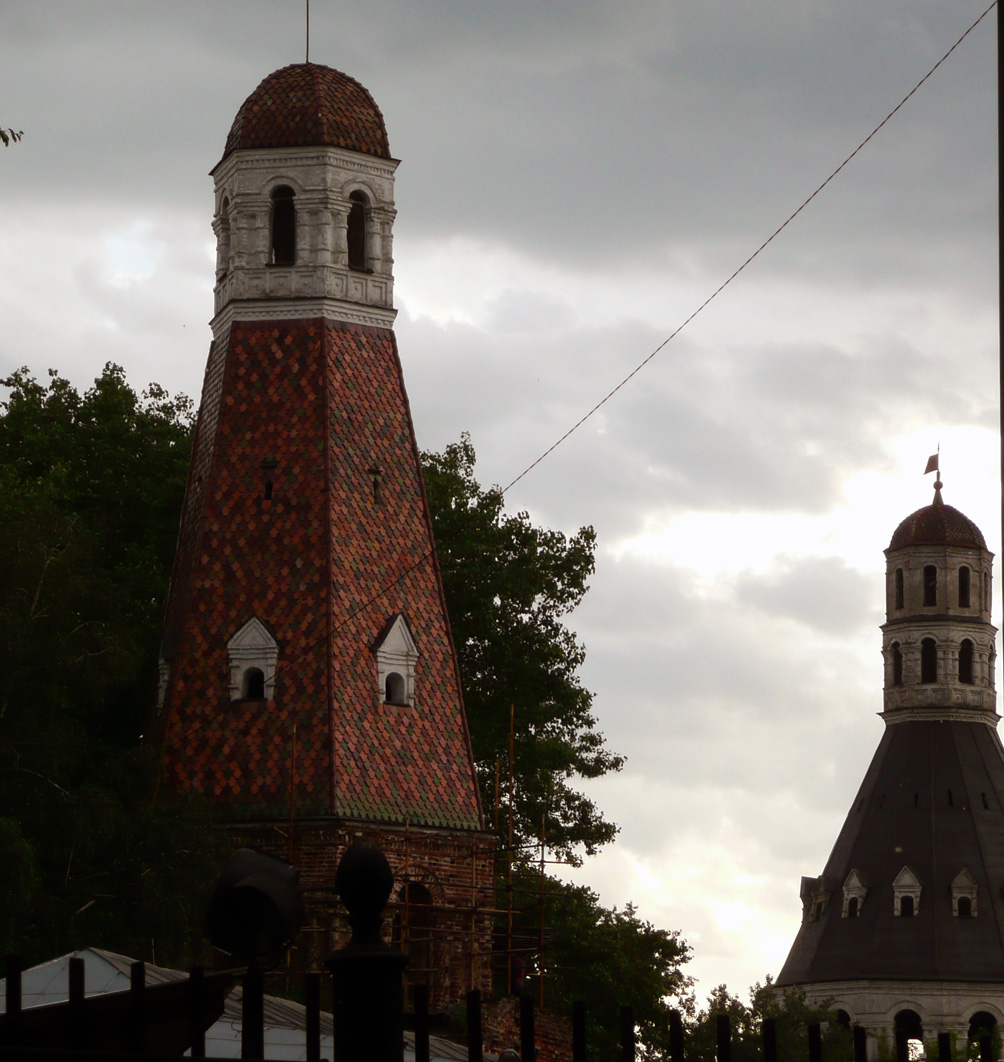
Вежі Симонова монастиря в Москві
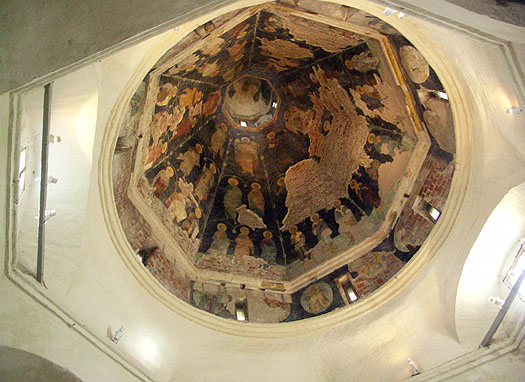
Розпис шатра Покровської церкви в Александровій слободі